# 威尔科克斯 (亚利桑那州)
威尔科克斯（英文：Willcox），是美国亚利桑那州科奇斯县下属的一座城市。面积约为6.28平方英里（约合16.3平方公里）。根据2010年美国人口普查，该市有人口3,757人，人口密度为611/平方英里。在建制上，该市属于“City”。